# Estación Lincoln
Lincoln es la estación ferroviaria de la ciudad de Lincoln, partido homónimo, provincia de Buenos Aires, Argentina.
La estación corresponde al Ferrocarril Domingo Faustino Sarmiento de la red ferroviaria argentina y se encuentra a 313 km al oeste de la estación Once. 

## Servicios
No presta servicios de pasajeros desde agosto de 2015.
La empresa estatal provincial Ferrobaires prestó servicio desde mediados de la década de 1990 hasta fines de 2013 un servicio entre esta estación y Once.

Sus vías están concesionadas a la empresa de cargas Ferroexpreso Pampeano.